# Shubra El Khema
Shubra El Khema (Arabisch:شبرة الخيمة) is een stad in het gouvernement Al Qalyubiyah in Egypte. De stad ligt ten noorden van de hoofdstad Caïro en is onderdeel van diens agglomeratie. Volgens de officiële schatting van 2023 heeft Shubra El Khema 1.275.700 inwoners en is het de 4e stad van het land.
Het merendeel van de populatie hangt het Koptisch geloof aan.

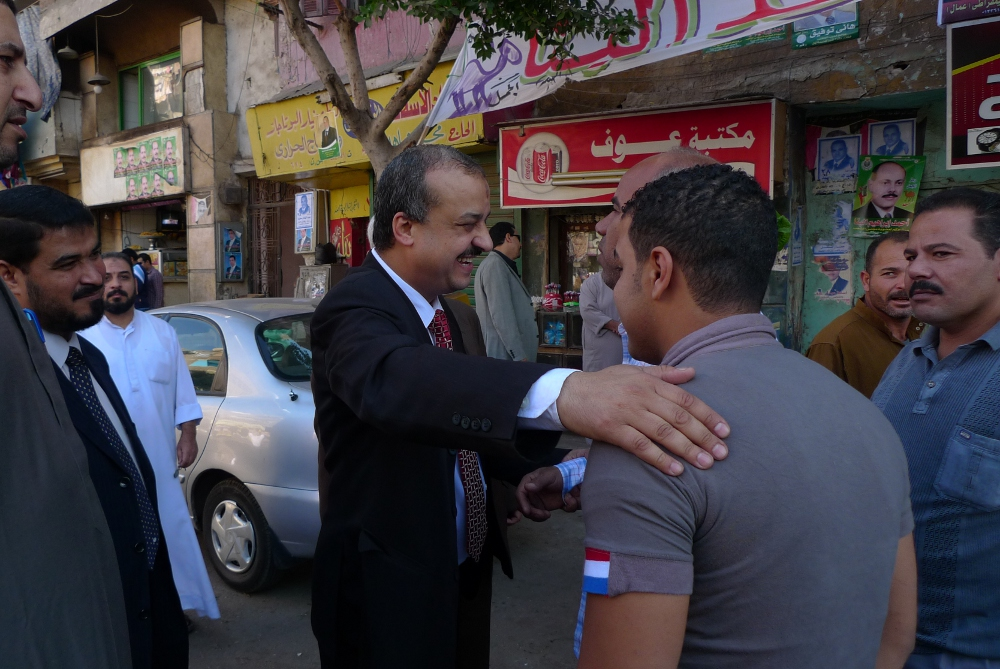
Straatbeeld tijdens verkiezingen, 2010
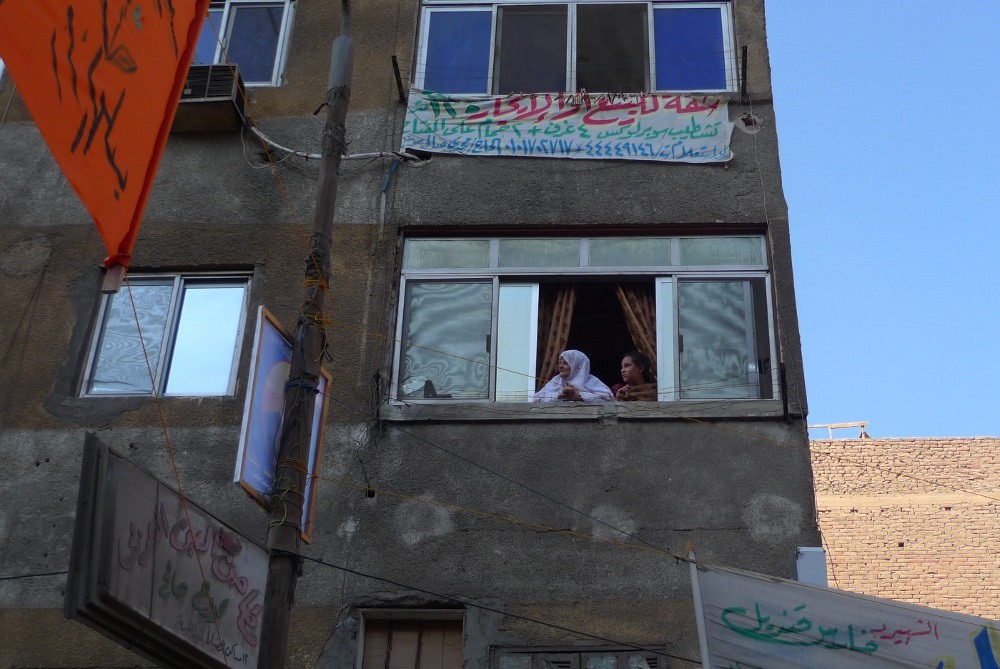
Straatbeeld tijdens verkiezingen, 2010
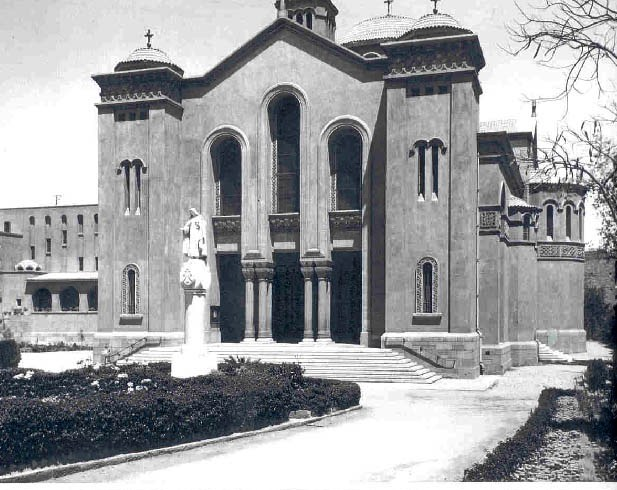
Kerk van Sint Theresia
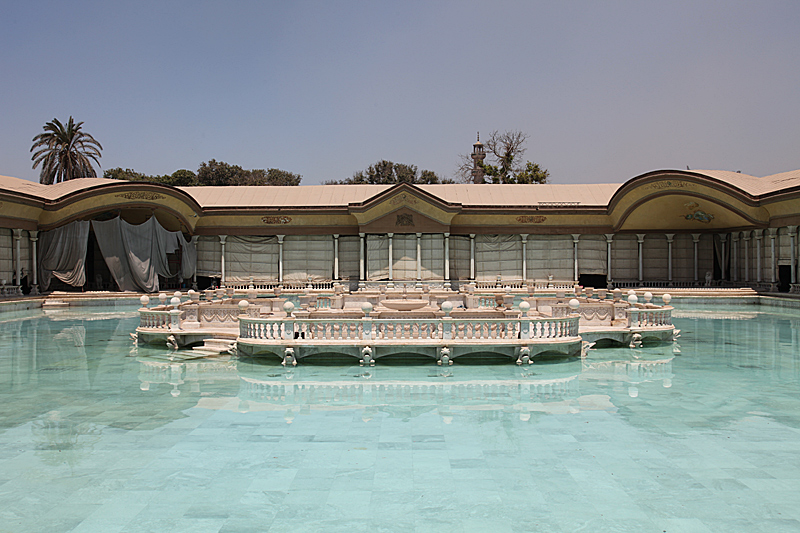
Paleis van Mohammed Ali Pasha